# کریکسوس

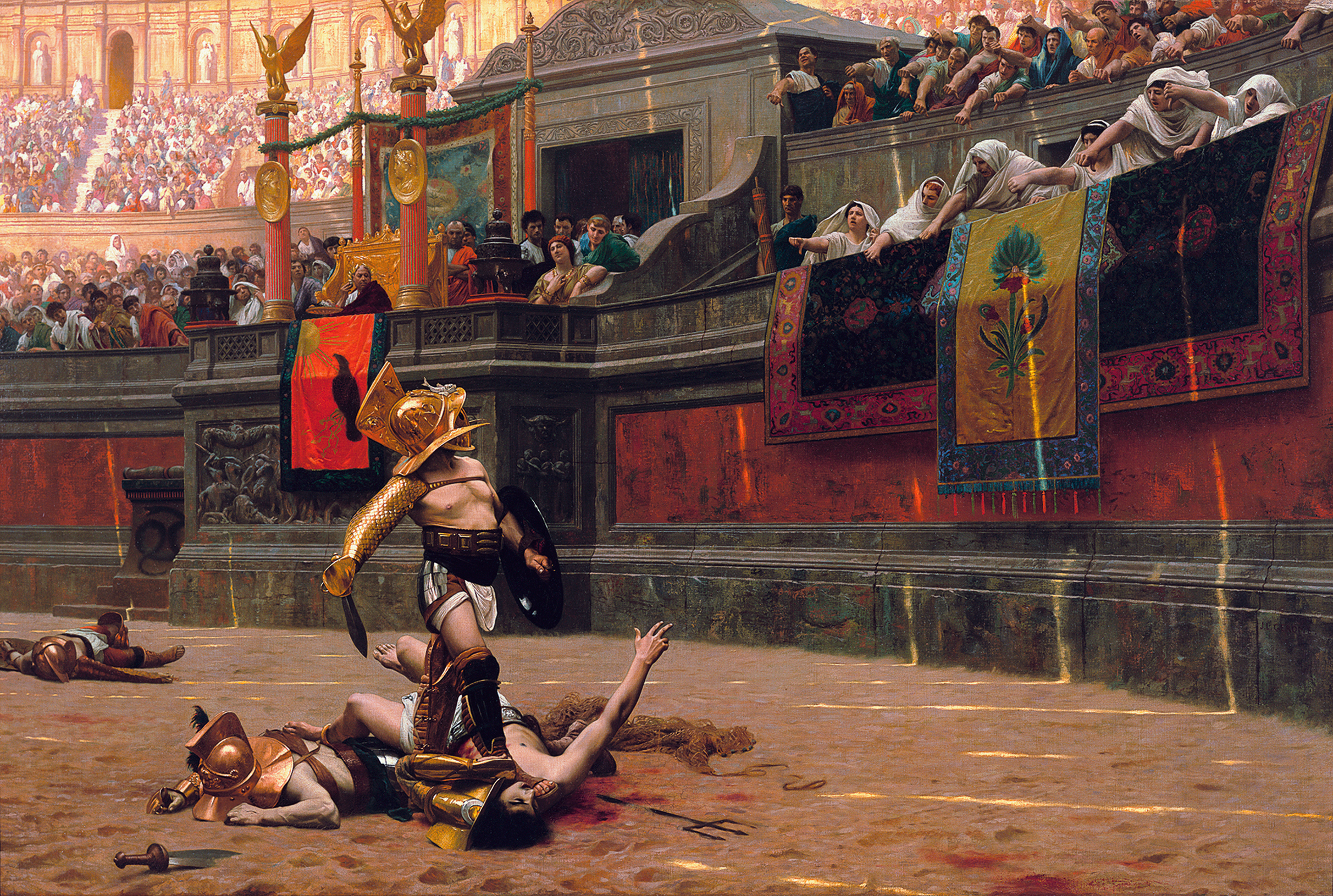
نقاشی کریکسوس در یک نبرد.

کریکسوس (به انگلیسی: Crixus) (درگذشت ۷۲ پیش از میلاد) گلادیاتور گل تبار بود که رهبری شورش بردگان در سومین جنگ بردگان را در کنار اسپارتاکوس، آنیمئوس، گانیکوس و کاستوس برعهده داشت.
نام کریکسوس در زبان گلی به معنای شخصی با موهای فرفری می‌باشد. او برای قبیله آلوبرگوس (به انگلیسی: Allobroges) می‌جنگید که توسط رومیان دستگیر شد و تا چندین سال پیش از شورش برده بود. او نیز مانند همراهان شورشی خود در کاپوآ به عنوان گلادیاتور آموزش دید. 